# Cmentarz komunalny we Wrześni
Cmentarz komunalny we Wrześni – cmentarz komunalny miasta Września położony przy ulicy Tadeusza Kościuszki. 

## Historia
Plany założenia nowego cmentarza powstały w latach 60. XX wieku, gdy na Cmentarzu Farnym zaczęły się wyczerpywać wolne miejsca grzebalne. W związku z tym na podstawie decyzji z dn. 15 kwietnia 1970 r. znak Z-4-1024/60/70 w południowej części miasta przygotowano teren przy ulicy Kościuszki 62, który wcześniej był parcelą leśną. Przekazano ją 23 lipca 1970, w tym samym roku dokonano pierwszego pochówku. Cmentarz ten stał się główną nekropolią miasta po 1973, gdy cmentarz farny został zamknięty dla nowych pochówków.